# Concilium Musicum
Das Concilium musicum Wien ist ein österreichisches Orchester, das im Jahre 1982 von Paul Angerer und dessen Sohn Christoph Angerer gegründet wurde, um musikalische Werke des 18. Jahrhunderts aufzuführen.
Im Laufe seiner Existenz erweiterte sich das Repertoire des Ensembles ständig. Heute ist das Concilium musicum Wien für sein umfangreiches musikalisches Spektrum – von Musik der Barockzeit bis hin zur Tanzmusik des 19. Jahrhunderts – bekannt. Es bringt Musik aus den Archiven zum Klingen, führt Musik von zu Unrecht vergessenen Komponisten auf und rückt selten gespielte Werke der großen Klassiker wieder ins Licht der Öffentlichkeit. Das Ensemble spielt auf originalen Instrumenten aus der Zeit vor und um 1800.
In den nunmehr 25 Jahren seines Bestehens absolvierte das Concilium musicum Wien mehr als 2300 Auftritte in über 500 Städten. Allein in Wien trat das Concilium musicum Wien in 53 verschiedenen Räumlichkeiten auf. In den vergangenen Jahren spielte es 540 Werke von 240 Komponisten, darunter allein 125 Werke von Joseph Haydn, 50 von Johann Michael Haydn und 100 Werke von Wolfgang Amadé Mozart.
Besondere Konzertereignisse waren unter anderem die Welturaufführung der Oper La corona von Christoph Willibald Gluck im Schloss Schönbrunn in Wien, Konzerte mit „Österreichischer Kirchenmusik“ bei den Dresdner Musikfestspielen und beim Prager Frühling, „Klassik aus Salzburg und Mannheim“ bei den Schwetzinger Festspielen, die Aufführung von Joseph Haydns Oratorium Die sieben letzten Worte des Erlösers am Kreuze in der Chor/Orchester-Fassung am Ort der Uraufführung in Cadiz/Spanien, die Wiederaufführung und Erst-Produktion der Festkantate Applauses von Joseph Haydn, Konzertreihen für die „Jeunesse“ in Wien, ein Konzert in der Carnegie-Hall in New York, Konzerte bei den Internationalen Haydn-Festspielen in Eisenstadt, eine fünfwöchige Konzertreise durch China und Südostasien, als erstes europäisches Ensemble Konzerte in Libyen.
Rundfunk- und Fernsehaufnahmen sowie zahlreiche Tonträgerproduktionen dokumentieren das Repertoire des Concilium musicum Wien. Für die Gesamtaufnahme der „Kirchensonaten“ von Wolfgang Amadé Mozart wurde dem Ensemble von der Mozartgemeinde Wien und der Stadt Wien der Mozart-Interpretationspreis „Flötenuhr“ verliehen.